# Richard Arnoldt

Richard Arnoldt. (Foto: Gottheil & Sohn (Danzig), Königsberg um 1875/80)

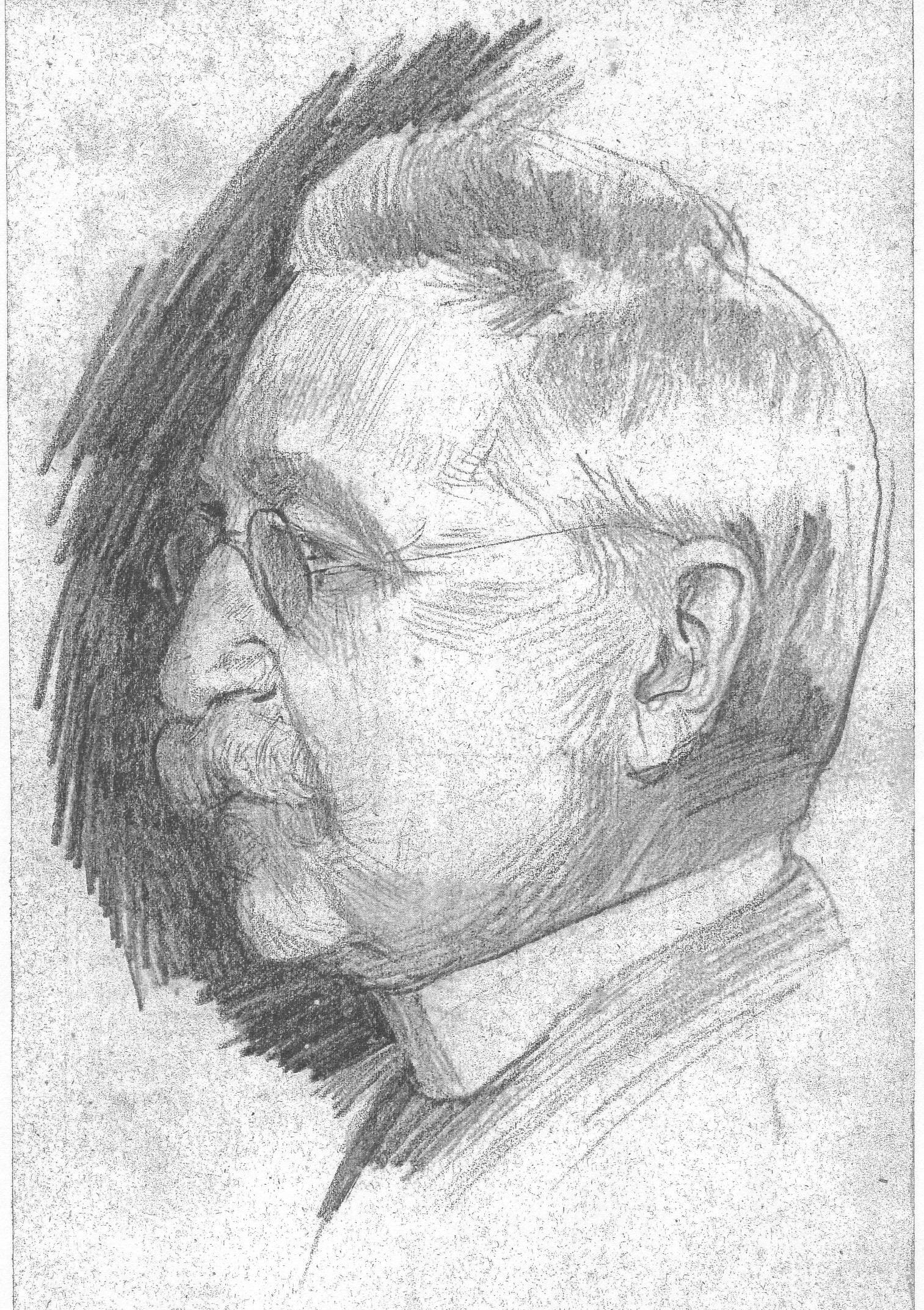
Richard Arnoldt, Bleistiftskizze von Fritz Peters-Weber, 1908

Richard Arnoldt (* 26. November 1845 in Gumbinnen; † 16. Oktober 1910 in Berlin) war ein deutscher Altphilologe und Gymnasiallehrer in Elbing, Königsberg, Prenzlau und Altona.

## Leben
Carl David Richard Arnoldt entstammte einer alteingesessenen ostpreußischen Familie. Sein Vater Julius Arnoldt war Direktor der Friedrichschule Gumbinnen. Seine Mutter Emilie geb. Hilbert (1816–1906) war eine begabte Sängerin. Nach dem Abitur an der Friedrichsschule studierte er ab Herbst 1864 zwei Semester klassische Philologie an der Universität Bonn. Dort begann seine lebenslange Freundschaft mit Max Lehmann. Arnoldt begeisterte sich für die Vorlesungen von Otto Jahn und Friedrich Ritschl. Nach dem Bonner Philologenstreit zwischen den beiden nahm Ritschl im Herbst 1865 einen Ruf nach Leipzig an, ihm folgten Arnoldt sowie dessen Mitstudenten Erwin Rohde und der später berühmte Philosoph Friedrich Nietzsche. In Leipzig gründeten Arnoldt, Nietzsche, Wilhelm Heinrich Roscher und Wilhelm Wisser in Kuhns Deutscher Trinkstube die Ritschlsche Sozietät, einen klassisch-philologischen Verein. Arnoldt beteiligt sich mit dem Vortrag Über einzelne Stellen des Ödipus Rex.
Ab Ostern 1866 studierte er an der Albertus-Universität Königsberg klassische Philologie bei Karl Lehrs und Ludwig Friedländer sowie Germanistik bei Oskar Schade. Hier schloss er eine zweite Freundschaft fürs Leben mit Emil Brocks, der später als Provinzialschulrat in Schleswig sein Vorgesetzter in Altona werden sollte. Im November 1868 wurde er promoviert mit der Schrift: De Choro Aristophanis questiones scaenicae. Nach einem Probejahr am Gymnasium zu Elbing bestand er die Lehramtsprüfung für Latein, Griechisch und Deutsch und unterrichtete dort fünf Jahre Latein, Deutsch, Religion und Griechisch. Im Frühjahr 1872 heiratete er Anna Hilbert (1854–1943), eine Tochter des Königsberger Arztes Anton Hilbert und Cousine David Hilberts, eines der bedeutendsten Mathematiker der Neuzeit. Aus dieser Ehe gingen drei Söhne hervor: Wolfgang (* 1873), Martin (* 1876) und Erich (* 1878). Seine aristophanischen Studien, die er im Werk Die Chorpartien bei Aristophanes, scenisch erklärt fortsetzte, erschienen 1873.
Ostern 1875 wechselte Arnoldt ans Kneiphöfische Gymnasium in Königsberg, auch wegen der Nähe zur Albertina, weil seine alten Lehrer ihm zur Habilitation rieten. 1878 veröffentlicht er Die chorische Technik des Euripides, was ihm einen Ruf an die Universität Breslau einbrachte, doch eine Berufung kam nicht zustande. Trotz Konzentration aufs Schulamt forschte er weiter an den chorischen Techniken, und 1881 erscheint ein neues Werk, Der Chor im Agamemnon des Aischylus, szenisch erläutert. Seit 1877 war er Mitglied der von Johann Christoph Gottsched 1741 initiierten Deutschen Gesellschaft zu Königsberg. Aus seinem Deutschunterricht entsteht die Programmarbeit: Über Schillers Auffassung und Verwertung des antiken Chores in der Braut von Messina.

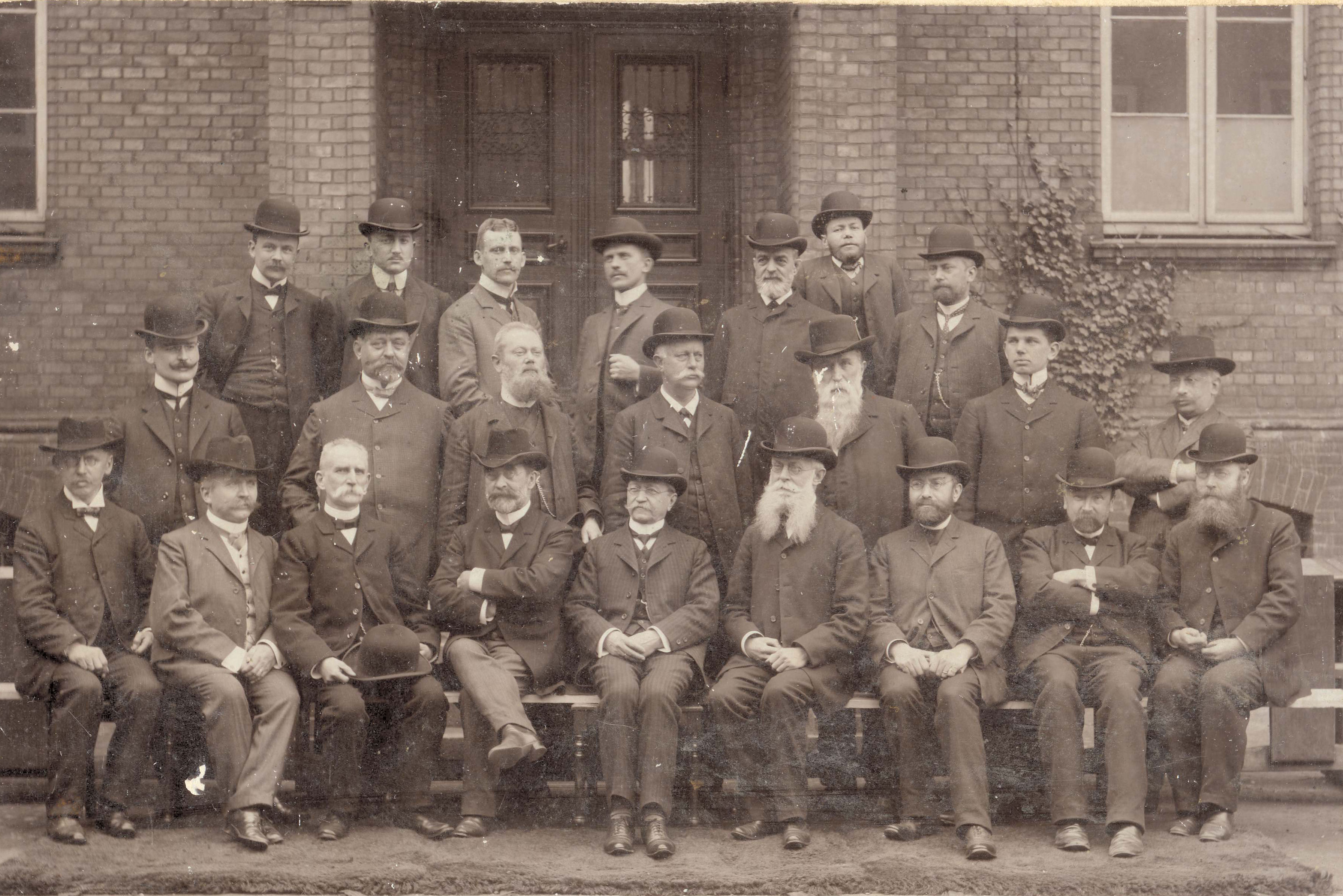
Kollegium am Christianeum 1908 Arnoldt 5. v. links, vorne

1883 erlangte Arnoldt das Direktorenamt von Gymnasium und Realgymnasium in Prenzlau. Dort publizierte er die Geschichte der lateinischen Schule in Prenzlau von 1543-1704 als Teil einer Festschrift zum 350-jährigen Schuljubiläum 1893, wobei ihm auch der Rote Adlerorden 4. Klasse verliehen wurde. Im August 1894 wurde er zum Direktor des Königlichen Christianeum zu Altona berufen sowie zum Leiter des Pädagogischen Seminars. Auf seine Initiative wurden die aus dem 18. Jahrhundert stammenden Gebäude der Schule umgestaltet und ein Realgymnasium wurde angegliedert. 1898 bis 1901 war er Mitglied der wissenschaftlichen Prüfungskommission in Kiel. Im Herbst 1905 nahm er an der 48. Philologenversammlung zu Hamburg teil und verfasste für die Festschrift dieses Anlasses den Beitrag Zu griechischen Schriftstellern. 1906 erhielt er durch kaiserliches Patent den Titel „Geheimer Regierungsrat“ verliehen.
Zwei Trauerfälle erschütterten Arnoldt zutiefst, der frühe Tod zweier seiner Söhne, Martin (1900), Kaufmann in Kamerun, und Wolfgang (1908), Arzt in Stellingen. Wegen eines Krebsleidens ließ Richard Arnoldt sich schon Ende 1909 beurlauben und verstarb kurz nach der Pensionierung 1910 in Berlin.

## Schriften
- De Choro Aristophanis questiones scaenicae. Königsberg 1869. ISBN 1-332-50778-6, ISBN 978-1-332-50778-8, https://catalog.hathitrust.org/Record/009406669
- Die Chorpartien bei Aristophanes, scenisch erklärt. Leipzig 1873. ISBN 1-385-95955-X, ISBN 978-1-385-95955-8
- Die chorische Technik des Euripides. Halle 1878. ISBN 3-7428-6813-6, ISBN 978-3-7428-6813-8
- Der Chor im Agamemnon des Äschylus, szenisch erläutert. Halle 1881. OCLC 163352762
- Über Schillers Auffassung und Verwertung des antiken Chores in der Braut von Messina. Königsberg 1883.
- Geschichte der lateinischen Schule in Prenzlau v. 1543-1704. in: Geschichte des Gymnasiums zu Prenzlau von 1543–1893. Prenzlau. Festschrift zur Feier des 350jährigen Bestehens der Schule. Prenzlau 1893.
- Zu griechischen Schriftstellern. in: Festschrift der 48. Versammlung deutscher Philologen und Schulmänner in Hamburg dargebracht von dem Lehrerkollegium des Kgl. Christianeums zu Altona. Altona. 1905.

## Ehrungen
- Roter Adlerorden 4. Klasse
- Geheimer Regierungsrat.